# IParty with Victorious
"iParty with Victorious" (Hay lío con Victorious en España y Fiesta con Victorious en Hispanoamérica) es un crossover de las series iCarly y Victorious estrenado en 2011. El crossover tiene como canción "Leave It All to Shine" estrenado el 22 de mayo de 2011 en Nickelodeon y el 7 de junio de 2011 en línea a través de YouTube. El episodio fue visto por 7.3 millones de espectadores y marcó el regreso de Kenan Thompson a Nickelodeon. "iParty with Victorious" pertenece a la venta en DVD de la temporada 3 de iCarly y al volumen 2 de Victorious. La versión salió a la venta en los demás sets de DVD.

## Sinopsis
Carly está saliendo con un chico llamado Steven que divide su tiempo entre sus padres divorciados que viven en Seattle y en Los Ángeles. Cada dos meses, Steven se va a Los Ángeles, donde él está saliendo con Tori, que asiste a Hollywood Arts. Robbie publica una foto de Steven y Tori en línea, que llega a la computadora de Carly. Al principio ella niega el hecho de que Steven le está engañando, pero Sam trata de demostrar que es cierto. Ella encuentra a Rex, el muñeco de Robbie, que ha tuiteado sobre una fiesta celebrada en la casa de Kenan Thompson, en Hollywood.
Spencer conducirá al grupo a Los Ángeles, donde Carly, Sam, Freddie, Gibby y Spencer visitan a la exnovia de él, Monie, que pasa a ser una experta en imagen. Ella hace cambios de imagen a los chicos de iCarly para que el plan de Sam funcione. Más tarde, se marchan a la casa del actor y comediante Kenan Thompson, donde Andre, tendrá lugar la fiesta en donde sospechan que Steven y Tori asistan. Los miembros de iCarly entran a la casa de Kenan y se separan en busca de Steven. Spencer, por su parte, se relaja en el jacuzzi de Kenan y se encuentra a Sikowitz, Beck y Jade. Para su disgusto, Carly finalmente captura a Steven y mira besar a Tori, antes de que ella le confesara a Sam que siempre había estado en lo correcto.
Los miembros de iCarly se quitan sus disfraces, y Tori llega buscando a Steve, de inmediatamente los reconoce. Después de explicar las acciones de Steven, Carly y Tori idean un plan para humillar a Steven de venganza. Steven es atraído en un armario en el que piensa que va besar a Tori por su beso del día 100. En cambio, cuando entra en el armario, se encuentra en una transmisión en iCarly con Carly, Sam, Kenan, Freddie y Tori, quien revela a un millón de miembros de la audiencia de iCarly que Steven había estado saliendo tanto con Carly que con Tori, al mismo tiempo. Steven se va avergonzado del armario. Entonces Sam le sugiere Rex que hagan una batalla de rap. Más tarde, el elenco de iCarly se une a Tori y sus amigos en el karaoke, donde cantan "Leave It All to Shine".

## Producción
Dan Schneider confirmó que, debido al éxito de la película, decidió dar a Nickelodeon una versión sin cortes, de 2 horas de la misma que contiene el material del equipo de producción editada después de la filmación. Se emitió el 27 de agosto de 2011.
El especial de cruce también marca el breve regreso de Kenan Thompson a Nickelodeon. Thompson anteriormente actuó en los shows de Nickelodeon, All That (Todo eso y más) (que Dan Schneider ha trabajado sucesivamente) y en Kenan & Kel.
La apertura de secuencia aparecen características con varios clips de "iParty with Victorious" solamente y acredita el elenco de iCarly y al final aparece Victoria Justice en la secuencia de apertura, mientras que el resto del elenco de Victorious se abonan durante los créditos in-Show. Kenan Thompson se menciona en los créditos finales.
Mientras que en la casa de Kenan Thompson, la música de fondo es "The Joke Is On You" de Niki Watkins, "Give It Up" de Elizabeth Gillies y Ariana Grande, realizado en el episodio de Victorious "Freak the Freak Out" y "Number One (My World)" por Ginger Fox (personaje de ficción que aparece en iCarly, del episodio "Creamos una estrella del pop" ("iFix a Pop Star").

## Reparto
- Miranda Cosgrove como Carly Shay.
- Jennette McCurdy como Sam Puckett.
- Nathan Kress como Freddie Benson.
- Jerry Trainor como Spencer Shay.
- Noah Munck como Gibby Gibson.
- Victoria Justice como Tori Vega.
- Leon Thomas III como André Harris.
- Matt Bennett como Robbie Shapiro.
- Elizabeth Gillies como Jade West.
- Ariana Grande como Cat Valentine.
- Avan Jogia como Beck Oliver.
- Daniella Monet como Trina Vega.
- Jake Farrow como Rex Powers.
- Mary Scheer como Marisa Benson.
- Michael Eric Reid como Sinjin Van Cleef.
- Cameron Deane Stewart como Steven Carson.
- Marilyn Harris como Sra Harris
- Eric Lange como Sikowitz.
- Kenan Thompson como Kenan Kenan Thompson.
- David St. James como Profesor Profesor Howard.
- Lane Napper como Lane Lane Alexander

## Recepción
Este episodio recibió críticas positivas. "Verne Gay de la República" dio una revisión positiva, sugiriendo que "iParty with Victorious" puede ser el mayor evento del verano de 2011, y tomando nota de la escena que representa a un hombre en un traje de panda persiguiendo a Kenan Thompson fue muy gracioso. Carl Cortez de Asignación X elogiaron el episodio, pero también dio una opinión un poco más crítico. Él cree que "el mecanismo para verificar el novio de Carly es infiel es un poco exagerado". Él reaccionó positivamente a la forma en que se distribuyen de manera uniforme los tiempos pasados con los personajes de iCarly y Victorious. En general, se encuentra con el episodio como "agradable sin embargo" y le da una calificación de B-. Este cruce se emitió durante las Finales de la NBA 2011 y la Copa Stanley de 2011. El episodio atrajo a un total de 7.3 millones de espectadores, convirtiéndose en el tercer lugar de audiencias del canal en ese día, solo detrás del especial de iCarly "iOMG" y los Kids' Choice Awards 2011. La versión extendida obtuvo un total de 3.7 millones de espectadores, estrenada el 27 de agosto de 2013.

## Banda sonora
"Leave It All to Shine" es una canción interpretada por los elencos de iCarly y Victorious en el crossover "iParty with Victorious". La canción es un mash-up de los temas musicales de los espectáculos "Leave It All to Me" y "Make It Shine". La canción fue coescrita por el creador de ambos espectáculos, Dan Schneider, junto con Michael "Backhouse Mike" Corcoran, mientras que la producción fue manejada por el galardonado compositor y productor Dr. Luke, quien también produjo el original "Make It Shine". La canción se estrenó oficialmente el 22 de mayo de 2011 y un vídeo fue lanzado el 11 de junio de 2011, el día en que el episodio se estrenó por Nickelodeon. La canción terminó en el Billboard, Bubbling Under Hot 100 Singles Chart en el número veinticuatro. Las principales voces en "Leave It All to Shine" fueron realizadas por Miranda Cosgrove y Victoria Justice con voces de fondo proporcionados por el resto de los elencos de los dos shows como parte del episodio de cruce. La canción también se puede escuchar en la primera banda sonora de Victorious.